# Baron (vrachtwagenmerk)
Baron was een Brits vrachtwagenmerk uit Borehamwood. Het werd in 1957 opgericht door Peter Boulas, met als doel een vrachtwagen te ontwikkelen die betaalbaar was voor derdewereldlanden. 
Om de vrachtwagens goedkoop te houden bestonden ze slechts uit een chassis, dieselmotor, stuurinrichting, een motorkap, een voorruit en een stoel. Een cabine ontbrak. Er werden twee typen ontwikkeld: een met 6 ton laadvermogen en een met 7 ton laadvermogen. De vraag naar dit soort vrachtwagens bleef echter uit waardoor het bedrijf in 1970 failliet verklaard werd. 

## Bouwpakket
Om de vrachtwagens makkelijk te kunnen vervoeren naar de derdewereldlanden werden ze als complete knocked down-pakket geleverd, en ter plekke gemonteerd. Het pakket bestond uit een chassis met ophanging voor de wielen, een motor en de wielen. 